# Лучани

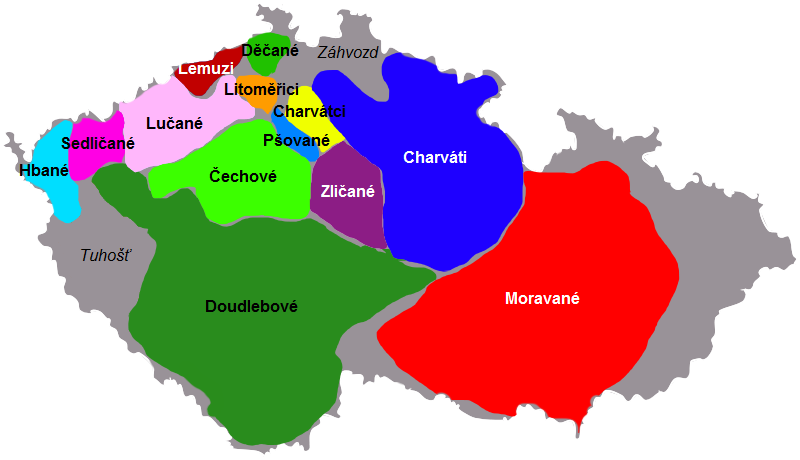
Лучани на чеській карті

Луча́ни, лу́чичі (чеськ. Lučané, лат. Liusena, пол. Łuczanie, нім. Lutschanen) — назва двох слов'янських племен, які населяли території сучасних Чехії та України в середньовіччі.
Також лучанами називають мешканців сучасного міста Луцька.

## Західні лучани
Західнослов'янське плем'я, яке жило на берегах річки Огрже в Чеському гірському масиві. Були частиною групи чеських племен поруч з дулібами, пшованами, злічанами, літомерічами, седлічанами, дечанами та лемузами. У кінці ІХ ст. були підкорені племенем чехів та згодом асимільовані. Відомий племінний князь лучан Властіслав (біля 840 р. — 870 р.) з династії Пржемисловичів.
У «Богемській хроніці» XII ст. Козьми Празького згадана легенда про лучан у IX ст. Згадуються лучани й в документах Празького єпископства XI ст.

## Східні лучани
Окрім того, відоме і східнослов'янське плем'я лучан, яке згадує візантійський імператор Костянтин VII Багрянородний в своєму трактаті «Про управління імперією» у середині Х ст. Проживало, ймовірно, на Західній Волині зі столицею у Луцьку («Лучеську»). Деякі з істориків вважають його окремим племенем, яке отримало назву від міста Луцьк. На думку Михайла Грушевського, лучани — це пізніша назва мешканців Луцького князівства.
Ян Длугош користуючись манускриптами, рукописами, літописами, що не збереглися на Русі у XV ст. писав про плем'я лучан як складову частину дулібського племінного союзу.